# 肯特-奥勒·约翰松
肯特-奥勒·约翰松（瑞典語：Kent-Olle Johansson，1960年—），瑞典男子摔跤运动员。他曾代表瑞典参加1984年夏季奥林匹克运动会摔跤比赛，获得男子古典式羽量级银牌。